# Catarhoe multilinea
Catarhoe multilinea là một loài bướm đêm trong họ Geometridae.